# Balga (plaats)
Balga (Russisch: Бальга) was een voormalige Duitse plaats in Oost-Pruisen, die aan het einde van de Tweede Wereldoorlog volledig verwoest werd. De plaats was vooral bekend om zijn burcht, de Burcht Balga. De resten van het dorp liggen tegenwoordig in de Russische oblast Kaliningrad op 30 kilometer zuidwestelijk van Kaliningrad. 

## Geschiedenis

### Sinds de middeleeuwen

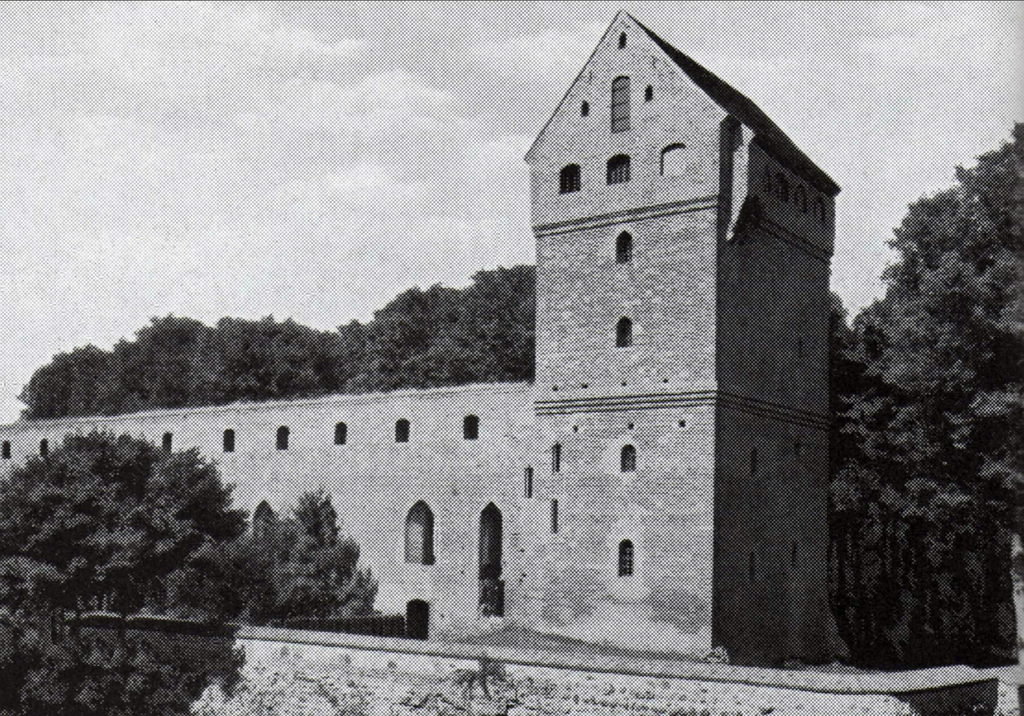
De burcht in 1931

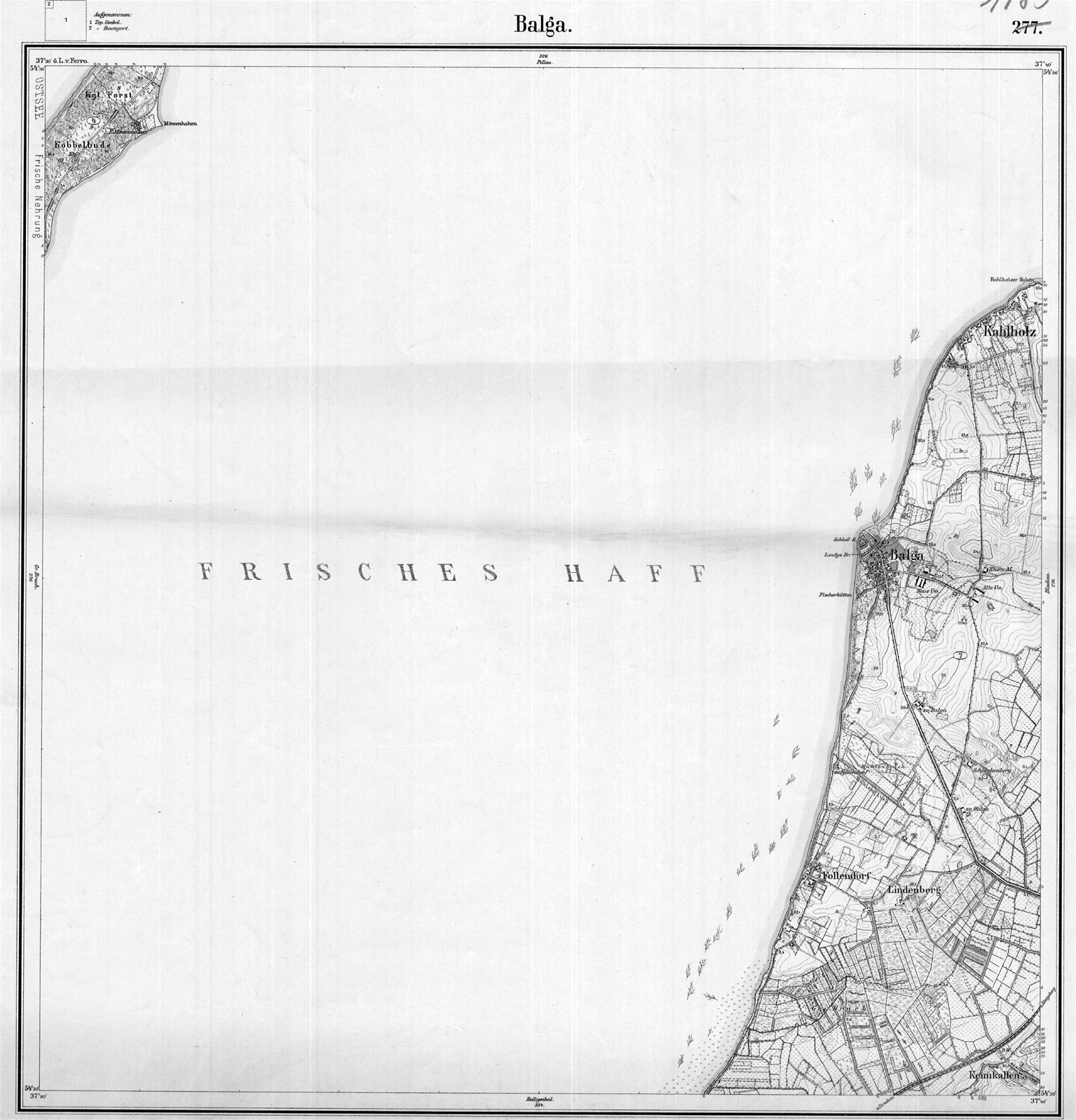
Kaart van Balga in 1908

De heuvel van Balga was de plaats van een Oude-Pruisisch fort. In 1239 werd het fort ingenomen door Ordensmarschall Dietrich von Bernheim. Het fort werd daarop uitgebouwd tot een burcht van de Duitse Orde. Van 1627 tot het eind van de 18e eeuw werd de burcht grotendeels afgebroken om bouwmaterialen te verkrijgen voor de Vesting Pillau (o.a. door Koning Gustaaf II Adolf van Zweden en Koning Frederik I van Pruisen). In het dorp Balga en het landgoed leefden kleine boeren, tuinmannen, vissers en later ook zeevaarderfamilies. Er was ook een evangelische kerk. In 1929 werd de oude burcht weer gerestaureerd in de oude vorm. Het dorp Balga behoorde tot 1945 tot de Landkreis Heiligenbeil in het Regierungsbezirk Königsberg.

### Vanaf 1945
In maart 1945 was Balga het toneel van een van de laatste Wehrmacht-bruggenhoofden in Oost-Pruisen (de Heiligenbeil-pocket). Van hieruit werden tot eind maart 1945 vluchtelingen en soldaten in boten over het Frisches Haff naar Frische Nehrung en naar Vesting Pillau  geëvacueerd.
De vernietiging van Balga begon op 24 maart 1945. Bijna alle gebouwen vlogen in brand als gevolg van Sovjetbombardementen met brandgranaten en het afwerpen van fosforbommen. Sterke wind leidde tot een enorme brand. De volgende dag transformeerden raketwerpers, zogenaamde Stalinorgels, Balga in een maanlandschap. Bij zonsopgang op 29 maart vertrokken de laatste Duitse verdedigers vanaf de kust in boten. Dit betekende het einde van Balga's Duitse geschiedenis na 706 jaar. 
Tegenwoordig bestaat Balga niet meer. In plaats van het dorp in de oblast Kaliningrad zijn er bossen en heidevelden. Restanten van het ordekasteel en de parochiekerk, beide gotische bakstenen gebouwen, zijn nog steeds zichtbaar. Zoals alle plaatsen in de oblast Kaliningrad, kreeg ook Balga een Russische naam: Vesjoloje (Russisch: Весёлое). Dit was echter een tamelijk virtuele aangelegenheid in dit geval, aangezien Balga niet meer bestond.

### Ontwikkeling van inwoners
| Jaar | Aantal |
| ---- | ------ |
| 1906 | 850    |
| 1910 | 702    |
| 1933 | 729    |
| 1939 | 753    |
| 1946 | 0      |

Bestuurlijk centrum: Kaliningrad

Bagrationovsk · Baltiejsk · Goerjevsk · Goesev · Gvardejsk · Krasnoznamensk · Ladoesjkin · Lozovoje · Mamonovo · Neman · Nesterov · Ozjorsk · Pionerski · Polessk · Pravdinsk · Slavsk · Sovjetsk · Svetlogorsk · Svetly · Tsjernjachovsk · Vesjoloje · Zelenogradsk